# The Love Witch
The Love Witch es una película estadounidense de terror y suspenso, escrita y dirigida por Anna Biller, sobre una versión moderna de bruja que utiliza hechizos y magia para hacer que los hombres se enamoren de ella. Fue rodada en Los Ángeles y en Eureka, y estrenada mundialmente en el Festival Internacional de Cine de Róterdam. En mayo de 2016 fue adquirida para su distribución por Oscilloscope Laboratories durante su exposición en la sección Marché du Film del Festival de Cannes.

## Argumento
Elaine (Samantha Robinson) deja la ciudad, para irse a un pequeño lugar en California luego de la muerte de su primer esposo. Allí seducirá con magia y encantos a hombres que la ayuden a llegar a su propósito, encontrar un hombre que la ame intensamente. La joven y bella bruja formará una amistad con Trish (Laura Waddell), cuya relación sufrirá las consecuencias de los desesperados actos de Elaine por amor. 

## Reparto
- Samantha Robinson como Elaine.
- Gian Keys como Griff.
- Laura Waddell como Trish.
- Jeffrey Vincent Parise como Wayne.
- Jared Sanford como Gahan.
- Robert Seeley como Richard.
- Jennifer Ingrum como Barbara.
- Clive Ashborn como el profesor King.
- Elle Evans como Star.